# آندری کلوو
آندری کلوو (به فرانسوی: André Claveau) (زاده ۱۷ دسامبر ۱۹۱۱-درگذشته ۴ ژوئیه ۲۰۰۳) خوانندهٔ فرانسوی بود.
او در سال ۱۹۵۸ در مسابقه یوروویژن شرکت کرد و برنده شد.